# Eddie Constantine
Eddie Constantine, ursprungligen Edward  Israël Constantinowsky, född 29 oktober 1917 (SFDb hävdar 1915) i Los Angeles i USA, död 25 februari 1993 i Wiesbaden i Tyskland, var en amerikansk-fransk skådespelare. Han var verksam i Frankrike från omkring 1950.
På 1950-talet blev han filmhjälten Lemmy Caution i kriminalfilmer av följetongskaraktär. Roller av annat slag har han gjort i filmer som De sju dödssynderna (1961) och i Jean-Luc Godards framtidsvision Alphaville (1965). 

## Filmografi
- Cet homme est dangereux (1953)
- La môme vert de gris (1953)
- Les femmes s'en balancent (1953)
- Ça va barder (1955)
- Vous pigez? (1955)
- L'homme et l'enfant (1956)
- Les truands (1956)
- Le grand bluff (1957)
- Du rififi chez les femmes (1959)
- S.O.S. Pacific (1959)
- Chien de pique (1960)
- Me fair ça à moi ... (1960)
- Cause toujours mon lapin (1961)
- Cléo de 5 à 7 (1961)
- Lemmy pour les dames (1961)
- Bonne chance, Charlie (1962)
- Les femmes d'abord (1962)
- À toi de faire mignonne (1963)
- Des frissons partout (1963)
- Tela de araña (1963)
- Laissez tirer les tireurs (1964)
- Lucky Jo (1964)
- Nick Carter va tout casser (1964)
- Alphaville (1965)[10]
- Ces dames s'en mêlent (1965)
- Feu à volonté (1965)
- Je vous salue, mafia (1965)
- Nick Carter et le trefle rouge (1965)
- Cartes sur table (1966)
- À tout casser (1968)
- Malatesta (1970)
- Slaget om Entebbe (1977)
- Det lever igen (1978)
- Den tredje generationen (1979)
- The Long Good Friday (1979)
- Fluchtpunkt Berlin (1983)
- Helsinki Napoli All Night Long (1987)
- Europa (1991)